# Mountain Ranch
Mountain Ranch, anciennement El Dorado, est une census-designated place située dans le comté de Calaveras dans l'État de Californie, aux États-Unis.
Elle est enregistrée comme le California Historical Landmark no 282 sous le nom d'« El Dorado ».

## Démographie
| 2000  | 2010  | - | - | - | - |
| ----- | ----- | - | - | - | - |
| 1 557 | 1 628 | - | - | - | - |